# Gevard van Doerne (15e eeuw)
Gevard van Doerne (circa 1355 - circa 1427) was een ministeriaal van de hertog van Brabant en leenman van de lage en middelbare jurisdictie van Deurne.
Toen Van Doerne werd geboren, was zijn vader Willem van Doerne vermoedelijk sinds korte tijd heer van Deurne. Zij resideerden halverwege de 14e eeuw nog op het goed Ter Vloet, in het gehucht Kerkeind aldaar. Willem overleed vóór 1381, waarna zijn zoon hem opvolgde.
Uit het jaar 1383 hebben we de eerste aanwijzingen voor het bestaan van het Klein Kasteel aan het Haageind. Gevard resideerde er destijds als de nieuwe heer. Hij óf zijn vader moet verantwoordelijk zijn geweest voor de verplaatsing van de residentie van het Kerkeind naar het Haageind, en daarmee de bouw van het Klein Kasteel en de naastgelegen watermolen. Zowel het oude bezit aan het Kerkeind als het nieuwe aan het Haageind was leengoed van de heren van Cranendonck.
Gevard overleed omstreeks 1427, waarna zijn zoon Jan van Doerne hem opvolgde. Naast Jan had hij nog twee zonen en vier dochters.

## Trivia
- Naar deze eerste Deurnese heer met een residentie aan het Haageind werd in de wijk Vlier-Noord in Deurne de Gevart van Doernestraat genoemd.